# Cerynea discontenta
Cerynea discontenta är en fjärilsart som beskrevs av Anthony C. Galsworthy 1998. Cerynea discontenta ingår i släktet Cerynea och familjen nattflyn. Inga underarter finns listade i Catalogue of Life.